# Hotel Transsilvanien 3 – Ein Monster Urlaub
Hotel Transsilvanien 3 – Ein Monster Urlaub (Originaltitel: Hotel Transylvania 3: Summer Vacation) ist ein US-amerikanischer Computeranimationsfilm von Sony Pictures Animation. Der Film dient als Nachfolger von Hotel Transsilvanien (2012) und Hotel Transsilvanien 2 (2015). Eine Fortsetzung mit dem Titel Hotel Transsilvanien – Eine Monster Verwandlung ist 2022 erschienen.

## Handlung
Dracula betreibt noch immer mit seiner Tochter Mavis und seinem Schwiegersohn Johnny sein Hotel Transsilvanien. Er ist jedoch traurig, da er seit dem Tod seiner Frau Martha immer Single war. Um ihn aufzumuntern, bucht Mavis für sie alle eine Kreuzfahrt. Dracula verliebt sich sofort in die menschliche Ericka, welche Kapitänin des Kreuzfahrtschiffs ist. Es stellt sich jedoch heraus, dass Ericka die Großenkelin von Abraham Van Helsing, dem Erzfeind von Dracula, ist. Van Helsing versteckt sich auf dem Schiff und plant, mit Hilfe einer mysteriösen Gerätschaft Dracula und seine Freunde zur Strecke zu bringen, sobald das Schiff in der verlorenen Stadt von Atlantis in den Hafen läuft.
Während der Kreuzfahrt versucht Dracula immer wieder, sich an Ericka heranzumachen, da er von ihrer Verwandtschaft zu Van Helsing nichts weiß. Diese ist anfangs noch mit ihrem Urgroßvater im Bunde und versucht mehrmals erfolglos, Dracula umzubringen. Mit der Zeit verliebt sie sich jedoch auch in Dracula. Als das Schiff schließlich in Atlantis einläuft, welches mittlerweile zu einem riesigen Casino umgebaut wurde, gesteht Dracula Ericka seine Liebe, wird von ihr jedoch abgewiesen.
Ericka birgt auf Atlantis ein mysteriöses Objekt, welches nur als Instrument der Zerstörung benannt wird und bringt es zu Van Helsing. Dieser verwendet es, um einen Riesenkraken zu rufen, welcher Dracula und seine Freunde attackiert. Ericka entscheidet sich jedoch im letzten Moment für Dracula und rettet ihm das Leben. Sie bittet Van Helsing, ihn und die anderen Monster in Ruhe zu lassen, doch dieser setzt seine Attacken fort und hat jetzt auch Ericka auf der Zielscheibe.
Um den Kraken zu besänftigen, spielt Johnny auf einem mobilen DJ-Pult aufmunternde Lieder. Nachdem er auch das Lied Macarena spielt, beruhigt sich der Krake und lässt die Monster in Frieden. Alle Gäste auf dem Schiff feiern und fangen an zu tanzen und sogar Van Helsing kann sich nicht zurückhalten. Als er während des Tanzens abstürzt, fängt Dracula ihn auf. Van Helsing ist gerührt und entschuldigt sich bei den Monstern.
Zurück im Hotel Transsilvanien macht Dracula Ericka einen Heiratsantrag, den diese annimmt.

## Produktion
Die Musik im Film stammt von Mark Mothersbaugh, während der niederländische DJ Tiësto ebenfalls einige Kompositionen beisteuerte.
Der Film wurde am 13. Juli 2018 in den Vereinigten Staaten und am 16. Juli 2018 in Deutschland veröffentlicht.

## Synchronisation
Die deutschsprachige Synchronisation entstand bei Iyuno Germany nach dem Dialogbuch von Elisabeth von Molo, die auch die Dialogregie übernahm. Die musikalische Leitung übernahm Thomas Amper.
| Rolle                | Originalsprecher   | Deutscher Sprecher       |
| -------------------- | ------------------ | ------------------------ |
| Dracula              | Adam Sandler       | Rick Kavanian            |
| Jonathan „Johnny“    | Andy Samberg       | Sebastian Schulz         |
| Mavis                | Selena Gomez       | Janina Uhse              |
| Frankenstein „Frank“ | Kevin James        | Hans-Eckart Eckhardt     |
| Eunice               | Fran Drescher      | Kerstin Sanders-Dornseif |
| Wayne                | Steve Buscemi      | Tobias Lelle             |
| Wanda                | Molly Shannon      | Nadine Heidenreich       |
| Griffin              | David Spade        | Tobias Kluckert          |
| Murray               | Keegan-Michael Key | Daniel Zillmann          |
| Van Helsing          | Jim Gaffigan       | Axel Lutter              |
| Ericka               | Kathryn Hahn       | Anke Engelke             |
| Dennis               | Asher Blinkoff     | Vicco Clarén             |
| Stan/Fischmann       | Chris Parnell      | Leonhard Mahlich         |
| Der Kraken           | Joe Jonas          | Thomas Amper             |
| Crystal              | Chrissy Teigen     | Carolina Vera            |
| Vlad                 | Mel Brooks         | Dieter Hallervorden      |

## Rezeption

### Kritiken
Von Kritikern erhielt der Film gemischte Bewertungen. Auf Rotten Tomatoes konnte er bisher 60 % der Kritiker überzeugen und erhielt auf Metacritic einen Metascore von 54 von 100 möglichen Punkten. Das Konsens auf Rotten Tomatoes lautet, der Film liefere genau das, was die Fans erwarten. Dies bedeute 97 Minuten voller rasanter Gags und farbenfroher Animation.
Christopher Diekhaus von Kino-Zeit sieht den Film auf dem gleichen Niveau wie seine Vorgänger, wobei er erneut auf „[skurrile] Figuren und einige nette Slapstick-Einlagen“ setze. Der große Kritikpunkt sei allerdings immer noch die überschau- und vorhersehbare sowie wenig berührende Handlung, die „zwar einige dynamisch-spaßige Episoden bereithält, ihre emotionalen Beats aber erstaunlich stiefmütterlich behandelt“, so Diekhaus. Der Schauplatzwechsel hätte aufregende und unbekannte Welten bieten können, allerdings sei man weder ideenreich noch animatorisch überragend vorgegangen. Positiv hervorgehoben wird, dass Hotel Transsilvanien 3 – Ein Monster Urlaub größtenteils auf „übertrieben hektische Actionszenen verzichtet“, was jedoch später dazu führe, dass der spektakellastige Showdown umso überflüssiger wirke. Ebenso wird der mit herrlich schrägen Einfällen und lustigen Details vollgestopfte Anfang gelobt. Als Fazit zieht Diekhaus, bei dem Film handle es sich um „filmisches Fast Food, an das man schon kurz nach dem Verspeisen nur noch wenige Gedanken verschwendet“.
Andreas Staben von Filmstarts schließt sich Diekhaus an und meint, der Film überzeuge genau in den Momenten, in denen die Handlung keine Rolle spiele. Allerdings findet Staben, dass sich durch den Tapetenwechsel die Balance zwischen entspannter Unterhaltung und aufregender Abwechslung recht gut halte. Auch die zahlreichen visuellen und genialen Witze können punkten, wobei Regisseur Genndy Tartakovsky „seiner Lust am Abgefahren-Überdrehten hier sogar noch etwas mehr freien Lauf [lasse]“. Neben „sympathischer Toleranzbotschaft und einiger origineller Auflockerungen“ setze der Film allerdings auch auf weniger gelungene Elemente, weshalb vor allem in der Mitte des Films einige Längen entstehen würden.

### Einspielergebnis
Die weltweiten Einnahmen liegen bisher bei 528,58 Millionen US-Dollar, von denen er allein 167,51 Millionen US-Dollar im nordamerikanischen Raum einspielen konnte. In den deutschen Kinos konnte er 2.548.766 Besucher verzeichnen und 18,49 Millionen Euro einnehmen, womit er sich auf Platz 6 der Jahres-Charts 2018 befindet.

### Auszeichnungen
Annie Awards 2019
- Nominierung für die Beste Regie bei einem Animationsfilm (Genndy Tartakovsky)
- Nominierung für die Besten Effekte in einem Animationsfilm (Patrick Witting, Kiel Gnebba, Spencer Lueders, Joe Pepper & Sam Rickles)
- Nominierung für das Beste Szenenbild in einem Animationsfilm (Scott Wills)[10]

Nickelodeon Kids’ Choice Awards 2019
- Auszeichnung als Lieblings-Synchronstimme in einem Animationsfilm (Adam Sandler)
- Auszeichnung als Lieblings-Synchronstimme in einem Animationsfilm (Selena Gomez)
- Nominierung als Lieblings-Animationsfilm
- Nominierung als Lieblings-Synchronstimme in einem Animationsfilm (Andy Samberg)[11]

People’s Choice Awards 2018
- Nominierung als Family Movie of 2018[12]

## Fortsetzung
Die Fortsetzung Hotel Transsilvanien – Eine Monster Verwandlung, die den Abschluss der Filmreihe bildet, erschien am 14. Januar 2022 auf Prime Video. Als Regisseure fungierten Jennifer Kluska und Derek Drymon, während Genndy Tartakovsky das Drehbuch schrieb.